# Astragalus pardalinus
Astragalus pardalinus là một loài thực vật có hoa trong họ Đậu. Loài này được (Rydb.) Barneby miêu tả khoa học đầu tiên.